# Santa Teresa degli Scalzi (Nápoly)
A Santa Teresa degli Scalzi (korábban Santa Teresa al Museo vagy Chiesa della Madre di Dio) egy nápolyi templom a Via S. Teresa degli Scalzi mentén. 1604-1612 között építették karmelita apácák számára, Ávilai Szent Teréz tiszteletére. Az épületegyüttes (templom és kolostor) Giovanni Giacomo di Conforto, a homlokzat viszont Cosimo Fanzago tervei alapján készült el. Az 1830-as évek városmegújítási mozgalmának következtében a Via S. Teresa degli Scalzi kiszélesítették és mélyítették, emiatt szükség volt a mai is látható kettős lépcsősor megépítésére a templom elérhetősége végett. Barokk belsőjét Paolo De Matteis, Domenico Antonio Vaccaro, Matteo Bottigliero, Angelo Viva valamint Costantino Marassi szobrai díszítik. A karmeliták életét bemutató freskósorozat Caracciolo alkotása (1616-1620). Az Ávilai Szent Teréz kápolnát 1640-ben építette Cosimo Fanzago és máig eredeti formájában fennmaradt. Padló- és falburkolata márvány intarzia berakású. Szobrait Ippolito Borghese faragta.